# 수륙무차평등재의촬요 (서울특별시 유형문화재 제393호)
수륙무차평등재의촬요(水陸無遮平等齋儀撮要)는 서울특별시 중랑구 숙선옹주로 69, 법장사에 있는 조선시대 책이다.  2016년 10월 6일 서울특별시의 유형문화재 제393호로 지정되었다.

## 지정 사유
물과 땅에서 죽은 고혼(孤魂)들을 달래기 위해 평등하게 공양하며 재(수륙무차평등재)를 올릴 때의 의식절차를 요약한 의례서. 성화 19년 계묘년(성종14, 1483) 3월 전라도 진안의 중대사(中臺寺)에서 간행한 판본으로, 약간의 훼손 및 결락된 장이 있기는 하나, 『수륙무차평등재의촬요』의 15세기의 간본은 아주 드물게 전하고, 서울역사박물관 소장 시유형 제318호 『수륙무차평등재의촬요』와 상호 보완될 수 있으므로, 서울특별시 유형문화재로 지정하여 보존할 가치가 있다고 판단된다.

## 조사보고서
이 책은 수륙무차평등재(수륙재), 곧 물과 땅에서 죽은 고혼(孤魂)들을 달래기 위해 평등하게 공양하며 재를 올릴 때의 의식절차를 요약한 의례서이다. “수륙무차평등재의촬요”와 “수륙재의소방문첩절요(水陸齋儀疏榜文牒節要)”로 구성되어 있다. 내용전개는 윗부분에 수인(手印)을 두어 간략히 설명하고, 해당되는 진언을 함께 수록하였다. 처음 설회인유편(設會因由篇) 제1부터 봉송육도편(奉送六道篇) 제37까지 모두 37편이 수록되어 있다. 말미에는 「水陸無遮平等齋儀撮要一卷」이라는 동일한 제명 아래 “수륙재의소방문첩절요”가 있다. 여기에는 문방(門榜)‚ 단방(檀榜)‚ 욕실방(浴室榜)‚ 간경방(看經榜)‚ 소청사자소(召請使者疏)‚ 개통오로소(開通五路疏)‚ 소청상위소(召請上位疏)‚ 소청중위소(召請中位疏)‚ 소청하위소(召請下位疏)‚ 원만회향소(圓滿廻向疏)‚ 행첩(行牒)‚ 제소수행봉피양(諸疏首行封皮樣) 등이 있는데 의식을 행할 때의 절차를 소개한 것이다. 마지막에는 “여러 경전을 판각하는 공덕으로 전 세계의 모든 중생들이 함께 정토로 돌아가서 아미타불을 뵙고 진실한 가르침을 들어 중생을 동화시키기를 바란다.”는 글이 있다. 조선초기에는 왕실에서 수륙재를 개최한 기록이 제법 전한다. 현전하는 『수륙무차평등재의촬요』 판본 가운데 가장 오랜 것으로는 1470년(성종1)에 광평대군의 부인 신씨가 남편의 명복을 빌기 위해 간행한 것이며, 보물 제1105호로 지정되어 있다.
이 책은 이보다 13년 뒤인 성화 19년 계묘년(성종14, 1483) 3월에 전라도 진안의 성수산(聖壽山)에 있던 중대사(中臺寺)에서 간행한 판본이다. 당시 연화질은 성경(性冏), 대화주는 승열(昇悅), 간선(幹善)은 대선사 성초(性招), 각수는 의경(義敬), 연판은 성민(性敏), 공양주는 수징(水澄)이 맡았다고 기록되어 있다. 동일한 판본인 서울역사박물관 소장본이 서울시 유형문화재 제318호로 지정(2011.9.8)되어 있다.
표지는 오래전에 개장된 것으로 보이고, 후인본이나 인쇄상태나 보존 상태는 좋은 편이다. 설회인유편 제1장은 후대에 보사(補寫)되어 있고, 제2장 가운데 아래 부분은 약간의 손상이 있다.
하나 『수륙무차평등재의촬요』의 간본 중에서 15세기의 간본은 아주 드물게 전하고, 서울역사박물관 소장본과 상호 보완될 수 있으므로 서울특별시 유형문화재로 지정하여 보존하는 것이 좋을 것으로 판단된다.

## 같이 보기
- 수륙무차평등재의촬요